# دبلیوآر ۱۳۶
دبلیوآر ۱۳۶ یک ستاره است که در صورت فلکی ماکیان قرار دارد.